# ثنائي ميثيل نتروزامين
ثنائي ميثيل نتروزامين (بالإنجليزية: dimethylnitrosamine DMN)‏ أو (NDMA N-Nitrosodimethylamine) مادة كيميائية عضوية شبه متطايرة، يتم إنتاجها كمنتج ثانوي للعديد من العمليات الصناعية وتوجد بمستويات منخفضة جدًا في بعض المواد الغذائية، خاصة تلك المطبوخة أو المدخنة أو المعالجة. هذه المادة صفراء اللون لا طعم لها ولا رائحة أو قد يكون لها قليلًا وقابلة للذوبان في الماء.  تعتبر سامة على لكبد والأعضاء الأخرى وهي مادة مسرطنة محتملة للإنسان.  كما أنها تستخدم لإنتاج سرطان في الفئران لأغراضٍ أبحاثية.

## الخصائص
ثنائي ميثيل نتروزامين سائل زيتي أصفر اللون ذو رائحة باهتة مميزة وطعم حلو. إنه منتج ثانوي أو من مخلفات العديد من العمليات الصناعي، مثل تصنيع ثنائي ميثيل الهيدرازين غير المتماثل (UDMH)، وهو أحد مكونات وقود الصواريخ الذي يحتاج ثنائي ميثيل نتروزامين لتركيبته. وما يثير القلق العام أن معالجة المياه بالكلور أو الكلورامين العضوي التي تحتوي على النيتروجين يمكن أن يؤدي إلى إنتاج DMN عند مستويات يمكن أن تكون ضارة.  علاوة على ذلك، يمكن أن تتشكل DMN أو تتسرب أثناء معالجة الماء بواسطة راتنجات التبادل الأنيوني. أخيرًا، يوجد DMN بمستويات منخفضة في العديد من عناصر الاستهلاك البشري، بما في ذلك اللحوم المعالجة، والأسماك، والبيرة، ودخان التبغ وكشوائب في المستحضرات الصيدلانية.  ومع ذلك، فمن غير المرجح أن تتراكم أحيائيًا. 

## السمية
يعتبر ثنائي ميثيل نتروزامين شديد السمية، خاصة بالنسبة للكبد، وهي مادة مسرطنة معروفة في حيوانات المختبر. تصنف وكالة حماية البيئة DMN كمسرطن محتمل للإنسان. قررت وكالة حماية البيئة الأمريكية أن أقصى تركيز مقبول للـDMN في مياه الشرب هو 7   نانوغرام / لتر.  لم تحدد وكالة حماية البيئة بعد مستوى التلوث الأقصى (MCL) لمياه الشرب. في جرعات «يعتبر توكسين قوي يمكن أن يسبب تليف الكبد» في الفئران.  تم توثيق تحريض أورام الكبد في الفئران بعد التعرض المستمر لجرعات.  يتم استنتاج آثاره السامة على البشر من التجارب على الحيوانات ولكن ليست راسخة تجريبيًا. 
يعد تلوث مياه الشرب بالـDMN مصدر قلق بسبب التركيزات الدقيقة التي يكون فيها الماء ضارًا، وصعوبة اكتشافها في هذه التركيزات، وصعوبة إزالتها من مياه الشرب. حيث أنها لا تتحلل ولا تتكثف ولا تتطاير بسهولة. كما لا يمكن إزالتها بواسطة الكربون المنشط وتذهب بسهولة عبر التربة. لكن مستويات عالية نسبيًا من الأشعة فوق البنفسجية بنطاق 200 إلى 260  نانومتر يكسر رابطة N-N، وبالتالي يمكن استخدامه لتخفيض الـDMN. بالإضافة إلى ذلك، فإن التناضح العكسي قادر على إزالة حوالي 50 ٪ من DMN. 
تم تصنيفها على أنها مادة شديدة الخطورة في الولايات المتحدة على النحو المحدد في القسم 302 من قانون الطوارئ في الولايات المتحدة وحق المجتمع في المعرفة (42 USC 11002) وتخضع لمتطلبات الإبلاغ الصارمة من قبل المنشآت التي تنتجها أو تخزنها أو تستخدمها بكميات كبيرة. 

## التسمم
العديد من الحوادث التي استخدمت فيها DMN لتسمم شخص آخر عن قصد، قد جذبت اهتمام وسائل الإعلام. في عام 1978، حكم على معلم في أولم بألمانيا بالسجن مدى الحياة لمحاولته قتل زوجته بمربى مسمم بـالـDMN وإطعامه لها. توفي كل من الزوجة والمعلم في وقت لاحق نتيجة فشل الكبد.  
في عام 1978، خلط ستيفن روي هاربر عصير ليمون مع DMN في منزل عائلة جونسون في أوماها، نبراسكا. أسفر الحادث عن مقتل دوان جونسون البالغ من العمر 30 عامًا وتشاد شيلتون البالغة من العمر 11 عامًا.  بسبب جريمته، حكم على هاربر بالإعدام، لكنه انتحر في السجن قبل إعدامه. 
في قضية التسمم بفودان لعام 2013، كان هوانغ يانغ، طالب طب تخرج من جامعة فودان، ضحية تسمم في شانغهاي، الصين. تسمم هوانغ من قبل زميله في الغرفة لين سينهاو، الذي وضع مادة الـDMN في مبرد المياه في غرفة النوم. ادعى لين أنه لم يفعل ذلك إلا على أنها كذبة أبريل. تلقى عقوبة الإعدام وأُعدم في عام 2015. 
بالإضافة إلى ذلك، في عام 2018، تم استخدام DMN في محاولة التسمم في جامعة كوينز. 

## روابط خارجية
- معلومات عن ثنائي ميثيل نتروزامين
- CDC - NIOSH كتيب عن المخاطر الكيميائية
- طريقة تطوير تقدير ثنائي ميثيل نتروزامين في مياه الشرب
- SFPUC NDMA ورقة بيضاء
- بيان الصحة العامة لثنائي ميثيل نتروزامين أمين
- الملف السمي لثنائي ميثيل نتروزامين CAS # 62-75-9